# Alice Havers
Alice Mary Havers (nom de naixement que va mantenir professionalment després del seu casament) o Alice Mary Morgan (nom oficial després del seu casament) (Thelton Hall, Norfolk, 19 de maig de 1850 - Londres, 26 d'agost de 1890) va ser una pintora, aquarel·lista i il·lustradora anglesa.

## Biografia

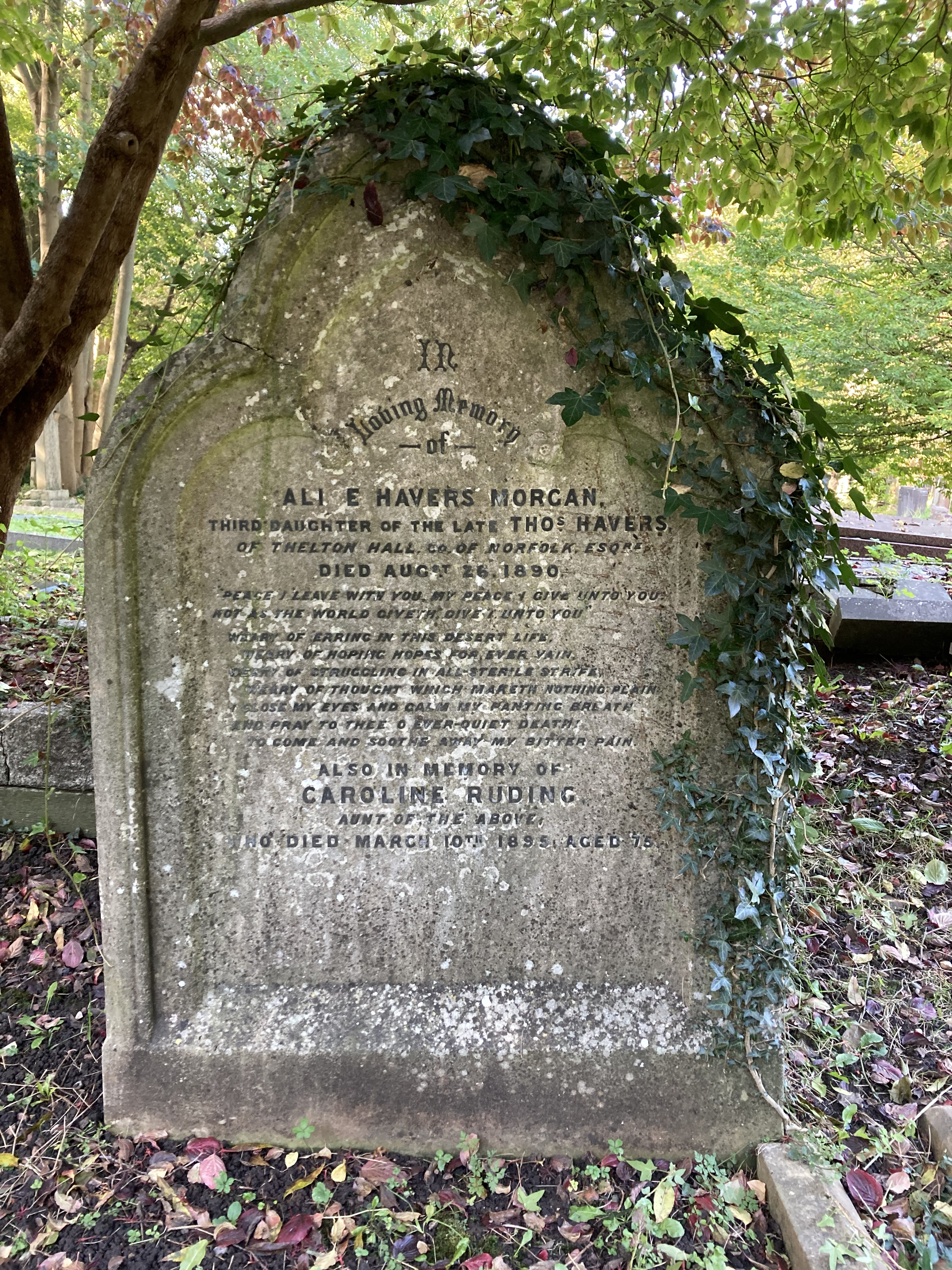
Tomba d'Alice Mary Havers

Nascuda a Thelton Hall (Norfolk, Anglaterra), Alice Mary Havers va ser la tercera filla de Thomas i Ellen Havers. Quan tenia tres anys, la família va marxar a les illes Malvines, on el seu pare va dirigir una empresa (Falkland Islands Company) de 1854 a 1861. La mare va morir a Stanley i el pare es va casar amb la institutriu. Després van viure a Montevideo, on el pare va fundar el Montevideo Times i dirigia obres públiques. Després de la mort del pare el 1870 la resta de la família va tornar a Anglaterra i Alice Havers va obtenir una beca per estudiar al Royal College of Art de South Kensington.
El 1872 va exposar per primera vegada la seva obra i aquell mateix any, el 13 d'abril, va casar-se amb el també artista Frederick Morgan. Malgrat que oficialment, com a dona casada, havia d'adoptar el cognom del marit, ella va continuar usant el seu nom de soltera en la seva professió. Van tenir tres fills; el primer també va dedicar-se a la pintura i va signar les seves obres com a Val Havers, amb el cognom de la mare. El 1888, ja separada del seu marit, va marxar a França amb els seus fills; a París va estudiar amb l'artista Filippo Colarossi. En el Saló de París, el 1889, va exposar dos quadres que van atreure l'atenció del públic i van rebre comentaris elogiosos.
L'any 1882 va guanyar el primer premi de 250 lliures del concurs de nadales de l'editorial Hildesheimer & Faulkner, amb l'obra titulada A Dream of Patience (Un somni de paciència).
Va il·lustrar contes infantils, entre els quals un recull de contes d'Andersen i alguns escrits per la seva germana, Dorothy Henrietta Boulger, que signava amb el pseudònim Theo Gift. També va il·lustra alguns programes per a les obres de Gilbert i Sullivan al Teatre Savoy de Londres. Va ser una artista popular en el seu temps, sobretot després que la reina Victòria li comptés un quadre, una de les seves primeres obres.
El 26 d'agost de 1890, als quaranta anys, Mary Alice Havers va suïcidar-se.

## Galeria

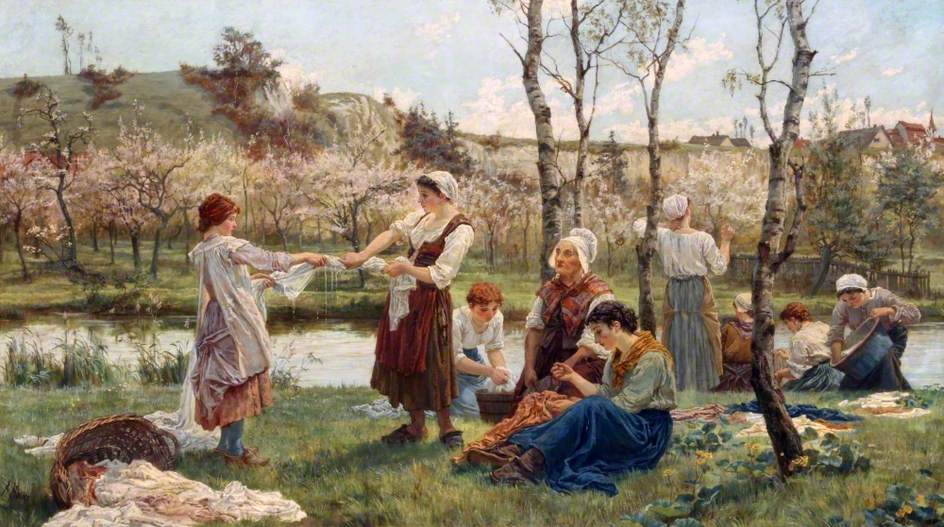
Blanchisseuses
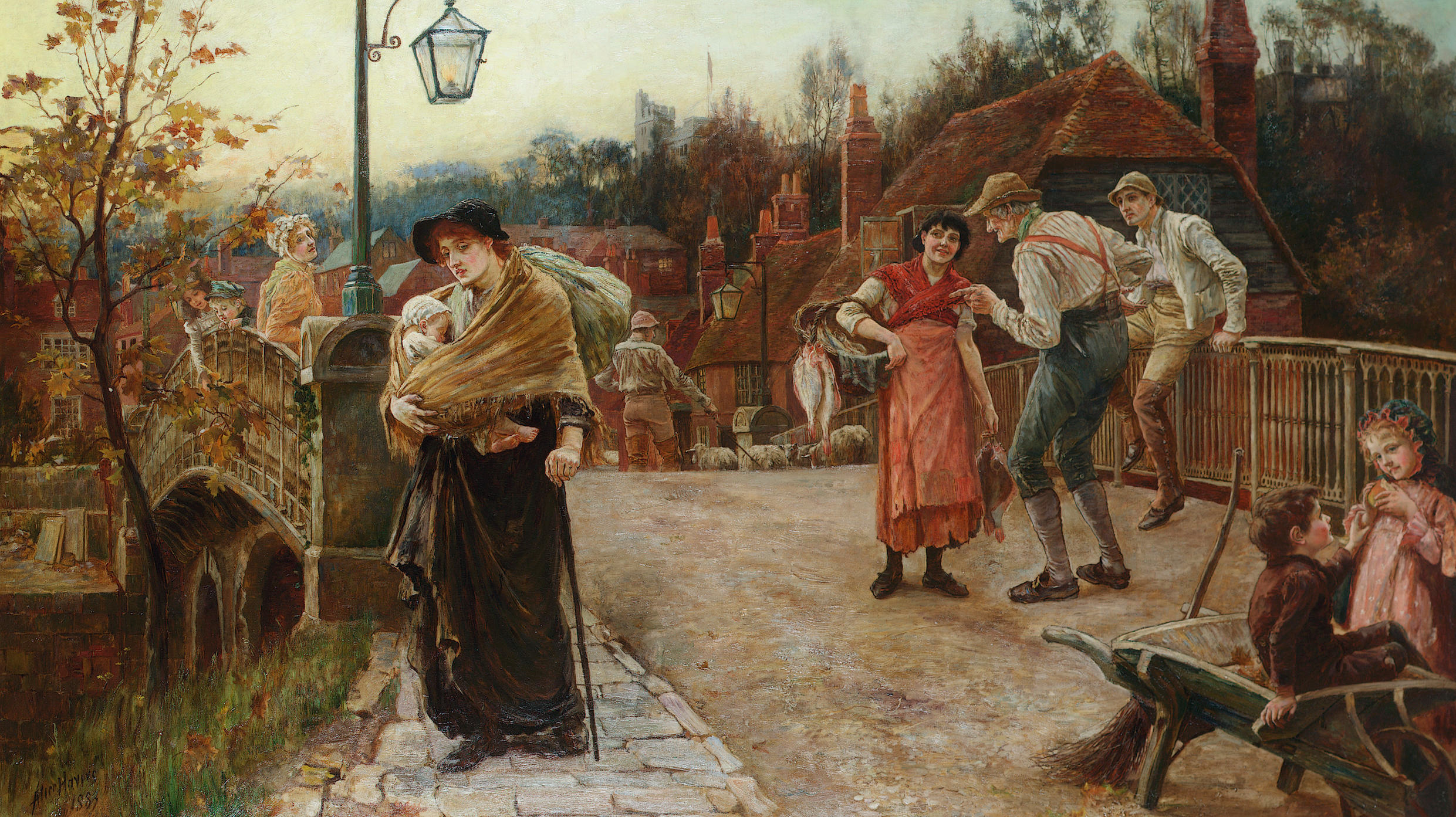
Belle of the village, 1883
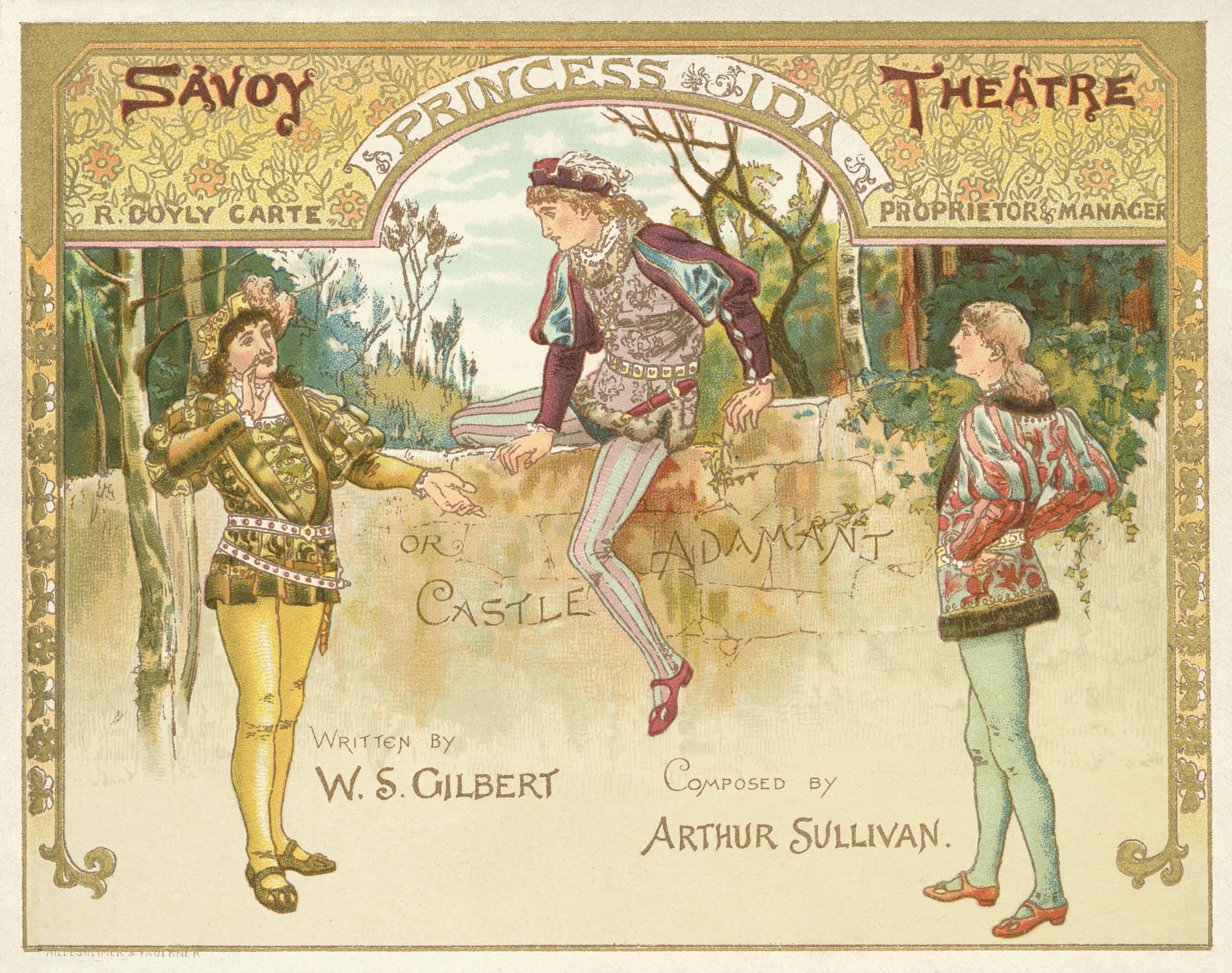
Programa per al Teatre Savoy
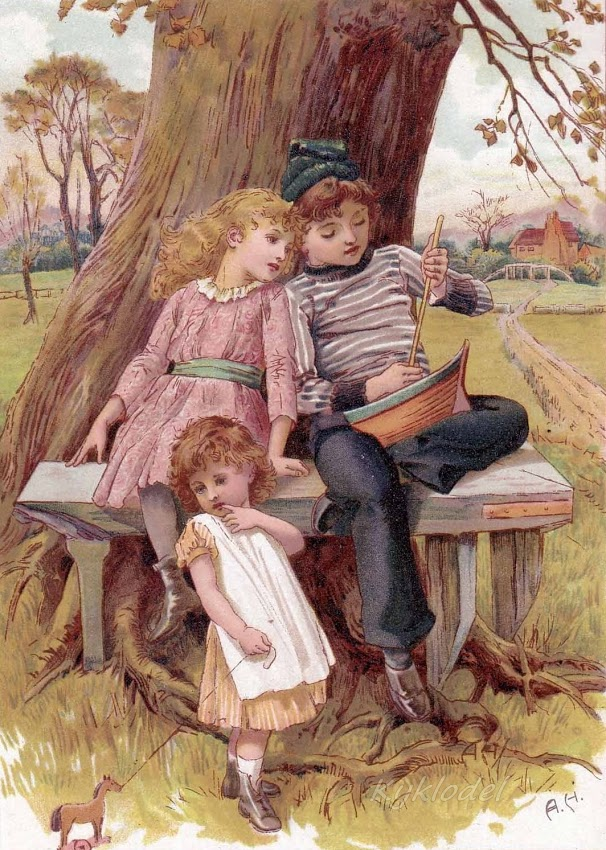
Il·lustració per a llibre infantil
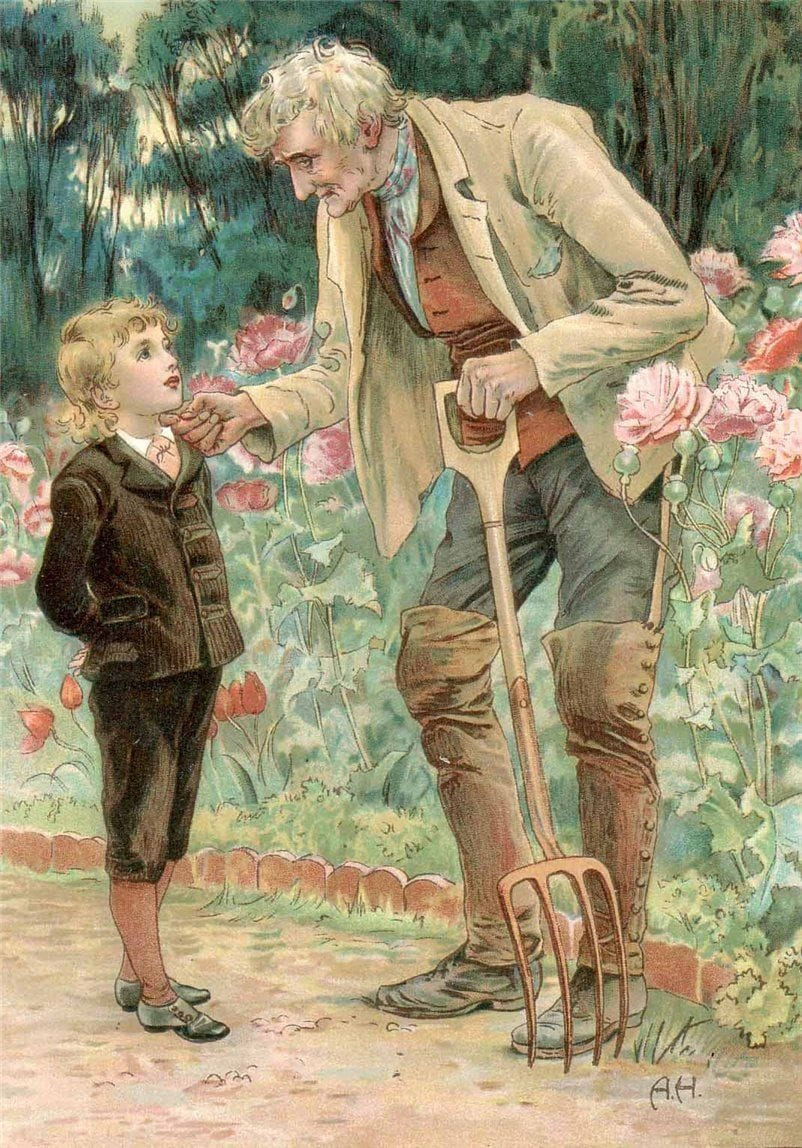
Il·lustració per a llibre infantil